# سروناز احمدی
سروناز احمدی (زادهٔ ۱۳۷۷) زندانی سیاسی سابق، مترجم، مددکار اجتماعی، فعال حقوق کودکان و از بازداشت‌شدگان خیزش زن، زندگی، آزادی است. وی عضو کانون نویسندگان ایران است.
سروناز احمدی مترجم کتاب انقلاب در نقطه صفر از سیلویا فدریچی است. این کتاب زمانی که او در بازداشت بود منتشر شد. او همچنین مترجم مقالات متعددی است که عمدتاً در حوزه زنان هستند.
سروناز احمدی مددکار اجتماعی سازمان‌های مردم‌نهادی مانند خانه خورشید و انجمن حمایت از حقوق کودکان بوده است. او به‌عنوان مددکار اجتماعی عمدتاً با کودکان و مهاجران افغانستانی کار کرده است.

## بازداشت‌ها
سروناز احمدی در ۱۵ آبان ۱۴۰۱ بازداشت شد. او در ۱۶ آذر ۱۴۰۱ با وثیقه ۵۰۰ میلیون تومانی موقتاً از زندان اوین آزاد شد. او در بازداشت وزارت اطلاعات بود و در بازداشتگاه ۲۰۹ مدتی در سلول انفرادی نگهداری شد. او با اتهامات تبلیغ علیه نظام و اجتماع و تبانی به قصد برهم‌زدن امنیت ملی در شعبه ۱۵ دادگاه انقلاب اسلامی به ریاست قاضی صلواتی به ۶ سال حبس محکوم شد. با وجود این‌ که این حکم با استناد به بخشنامه عفو ۱۴۰۱ باید لغو می‌شد اما شعبه ۳۶ دادگاه تجدید نظر به ریاست عباسعلی حوزان او را به سه سال و شش ماه حبس تعزیری محکوم کرد.
سروناز احمدی مجدداً در آستانه روز جهانی کارگر در ۸ اردیبهشت ۱۴۰۲ بازداشت شد. برای این پرونده در نهایت قرار منع تعقیب صادر شد، اما این بازداشت موجب شد او برای اجرای حکم سه سال و شش ماه حبس پرونده مربوط به خیزش زن، زندگی، آزادی به زندان اوین منتقل شود. او از ۱۹ اردیبهشت ۱۴۰۲ تا ۹ دی ۱۴۰۳ در زندان اوین زندانی بود تا به‌صورت مشروط آزاد شد. او در حال حاضر در حال گذراندن آزادی مشروط خود است.

## ترجمه‌ها
۱- انقلاب در نقطه صفر، سیلویا فدریچی
۲- زنان و جامعه: قدرت و واژگونی (قدرت زنان و واژگونی جامعه)، ماریاروزا دالا کاستا و سلما جیمز
۳- پدرسالاری مزد، سیلویا فدریچی